# Puštal
Puštal este o localitate din comuna Škofja Loka, Slovenia, cu o populație de 654 de locuitori.